# SEIS

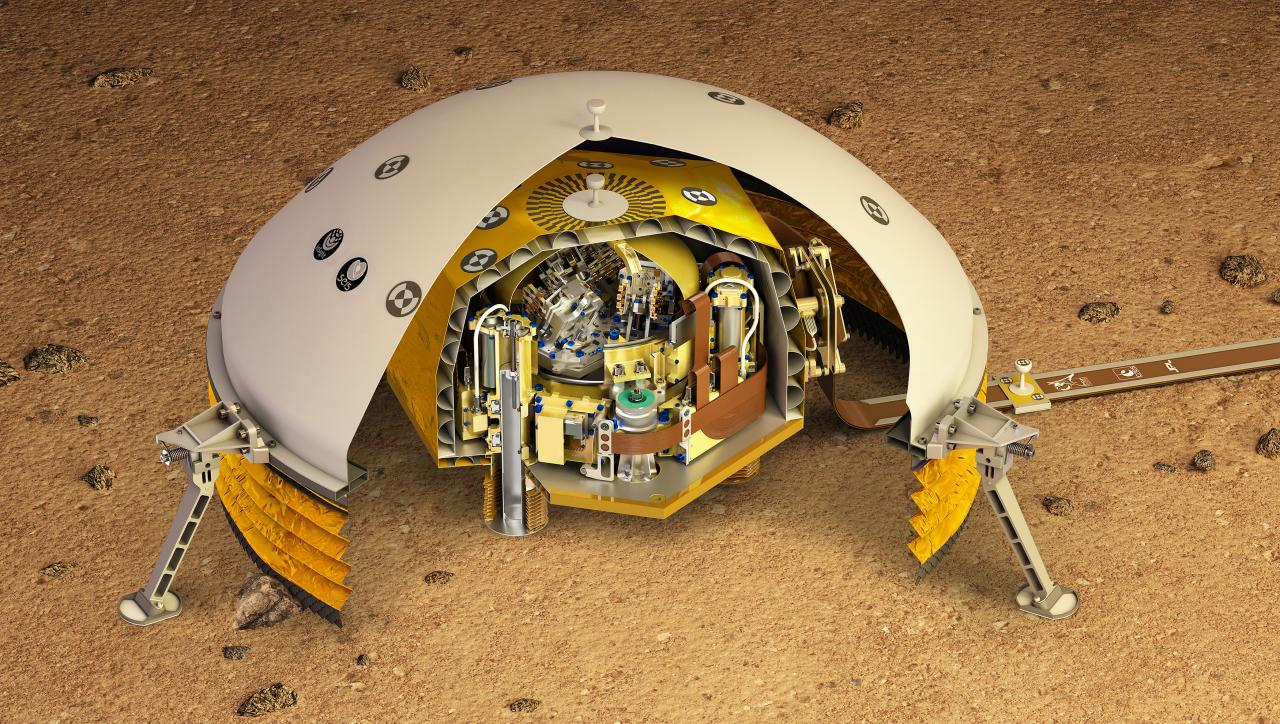
Render řezu SEIS

SEIS – Seismic Experiment for Interior Structure je specializovaný pasivní seismometr pro seismický výzkum struktury Marsu. Na Mars byl dopraven sondou InSight, která přistála 26. listopadu 2018. Na povrch planety byl ze sondy vyložen 19. prosince téhož roku. Vysoce citlivý přístroj je schopen zaznamenávat i velice slabé otřesy geologicky velice klidného Marsu. Data získaná měřením umožní vytvoření přesnější představu o vnitřní struktuře Marsu, jeho kúry i jádra.

## Historie

### Předchůdci a idea vývoje
Přístroj SEIS ideově navazuje jak na pozemní seismometrická měření, tak na podobné experimenty, uskutečněné v minulosti na Měsíci a Marsu.
První podobná měření mimo Zemi proběhla na Měsíci v rámci programu Suveyor a především programu Apollo. Posádky zanechaly v období 1969–1972 na povrchu Měsíce seismometry, které po několik následujících let vysílaly údaje o otřesech vyvolaných jak vlastní aktivitou Měsíce, tak dopady meteoritů ale i záměrnými dopady zbytků kosmických raket na povrch.
Seismometrický výzkum Marsu prováděly sondy Viking 1 a Viking 1, které přistály v roce 1976. Obě sondy byly vybaveny vestavěnými seismometry. Seismometry v tělech sond ale byly rušeny šumem okolního prostředí, takže měření slabé aktivity Marsu se nezdařilo.
Na základě získaných zkušeností proto začalo Národní centrum kosmického výzkumu ve spolupráci s dalšími institucemi vyvíjet nový přístroj – SEIS.

## Princip měření
Pozemní seismografická měření se provádějí v principu dvěma způsoby. Při aktivním měření je v nějakém místě způsoben otřes – obvykle pomocí lokální exploze. Vzniklé vlny jsou pak snímány seismometry rozmístěnými v okolí zkoumané oblasti. Druhou metodou je pasivní snímání, kdy jsou sítí seismometrů snímány otřesy vzniklé bez přispění pozorovatele. V obou případech jsou pak vyhodnocovány údaje, pocházející ze sítě seismometrů, což umožňuje lokalizovat zdroje otřesů i místa odrazů zemětřesných vln.
Vývojový tým přístroje SEIS se musel vypořádat s problémem, že k dispozici je jen jediné místo pro umístění seismometru: místo přistání sondy. Žádný jiný funkční seismometr na Marsu není a v dohledné době ani nebude. Tým proto vypracoval metodiku, která umožňuje lokalizovat zdroj otřesu z jediného místa. Využívá toho, že ze zachycených dat je možné detekovat charakter zemětřesných vln a směr, ze kterého přišly. Pokud někde na Marsu dojde k otřesu o magnitudě alespoň 3,5, měl by SEIS zachytit vlnu, která se šíří po povrchu Marsu – a to nejen jednou, ale i poté co oběhne celý obvod planety. Z trojice takto zachycených vln je pak možné určit vzdálenost, ve které otřes proběhl. Protože směr lze určit z charakteru vlny samotné, je výsledkem hrubá lokalizace zdroje otřesu.

## Konstrukce
SEIS se skládá z několika spolupracujících částí.
- Ochranný kryt protí větru a teplu. Na vrchu je výstupek, za nějž jej při instalaci uchopilo manipulační rameno sondy. Kryt stojí na svých nohách a nijak se nedotýká samotného seismometru.
- Vlastní přístroj SEIS
  - Ochranné pouzdro opět s výstupkem pro uchopení manipulačním ramenem
  - Rám, spojující jednotlivé komponenty
  - Trojice nohou, které jsou vybaveny servomotory pro změnu délky. To umožňuje přesnou nivelaci rámu i vložených seismometrů
  - Elektronika
  - Vakuové pouzdro s trojicí navzájem kolmých kyvadel pro přesné 3D měření pomalých otřesů
  - Samostatný malý integrovaný seismometr krátkých otřesů